# Тантонвиль
Тантонви́ль (фр. Tantonville) — коммуна во французском департаменте Мёрт и Мозель, региона Лотарингия. Относится к  кантону Аруэ.

## География

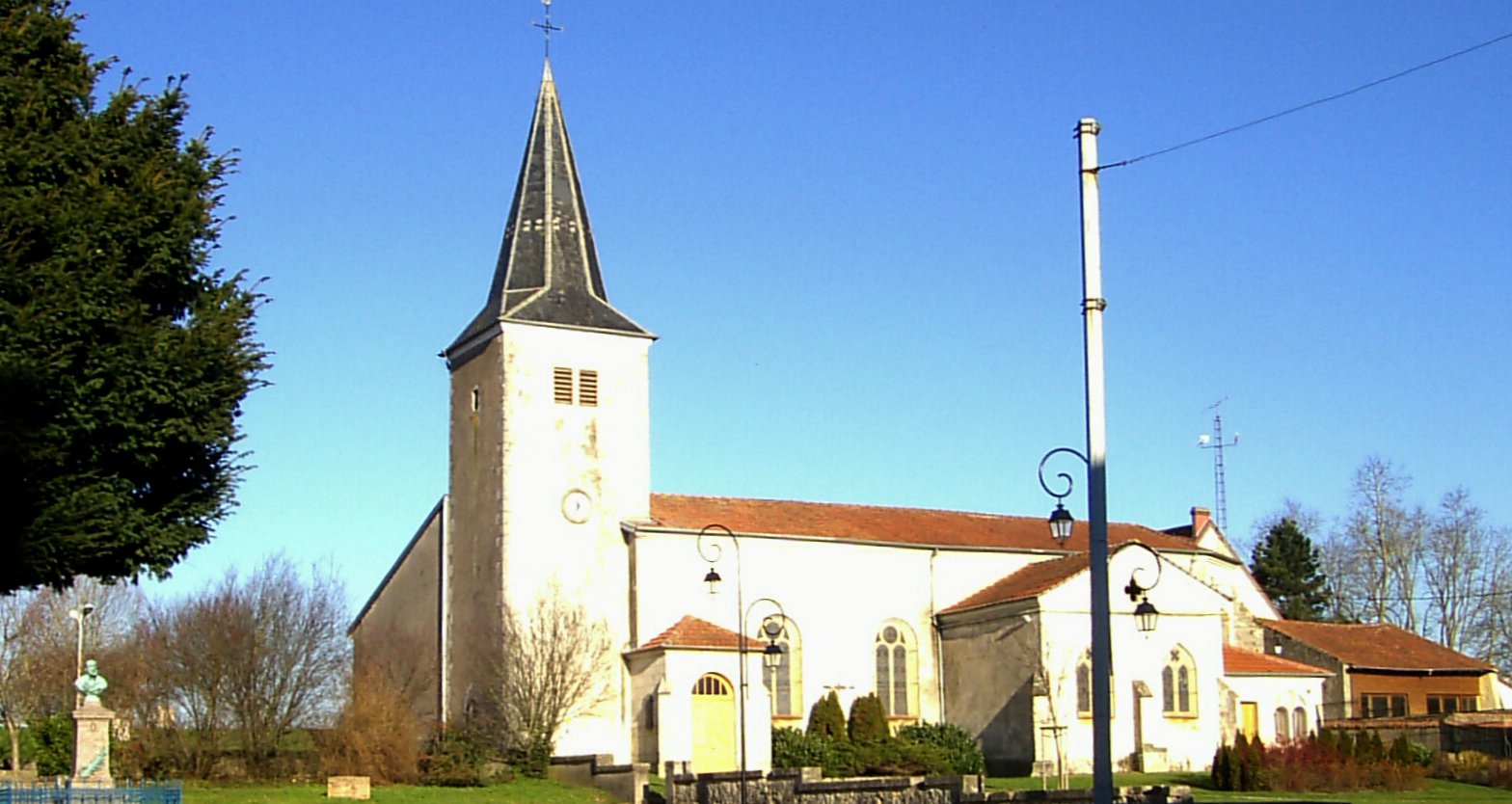
Церковь Сен-Реми в Тантонвиле.

Сен-Ремимон расположен на северо-востоке Франции в 26 км на юг от Нанси. Соседние коммуны: Аруэ и Аффракур на востоке, Кевиллонкур на западе.

## Демография
Население коммуны на 2010 год составляло 652 человека.
| 1962 | 1968 | 1975 | 1982 | 1990 | 1999 | 2010 |
| ---- | ---- | ---- | ---- | ---- | ---- | ---- |
| 643  | 567  | 582  | 623  | 651  | 599  | 652  |

## Достопримечательности
- Церковь Сен-Реми, башня в романском стиле, часовня XIV-XV века, неф XVIII века.
- Некрополь эпохи меровингов Ve-VI веков, уничтожен в XIX веке.